# 平田郁美
平田 郁美（ひらた ゆみ、1958年10月7日 - ）は、日本の物理学者。専門は素粒子論、整数論、科学教育、統計。共愛学園前橋国際大学学長を経て、女性初の群馬県教育委員会教育長。

## 略歴
経済学者・平田清明の長女として生まれる。1981年横浜国立大学教育学部理科専攻卒業、教育学士。1983年同大学院教育学研究科理科教育専攻修士課程修了、教育学修士。1986年東京都立大学大学院理学研究科物理学専攻博士課程修了、理学博士。
1987年から北里大学教養部助手、1990年から横浜国立大学工学部助手を経て、1991年に共愛学園女子短期大学専任講師、1994年に同助教授。2005年より共愛学園前橋国際大学教授。2008年から2016年まで同大学学長。2021年女性初の群馬県教育委員会教育長。